# (23514) Schneider
(23514) Schneider (1992 RU) – planetoida z pasa głównego asteroid okrążająca Słońce w ciągu 3,54 lat w średniej odległości 2,32 j.a. Odkryta 2 września 1992 roku.